# Sofía Arzarello
Sofía Arzarello (Montevideo, 1897-1981) fue una escritora, profesora y activista uruguaya. 

## Biografía
En 1936 cofundó la Asociación de Intelectuales, Artistas, Periodistas y Escritores (AIAPE) que tenía por cometido defender los derechos de todos los hacedores de la cultura frente a los vaivenes de la época. Entre sus acciones estuvo el férreo apoyo a la República durante la Guerra Civil Española y la condena desde Uruguay por el asesinato de Federico García Lorca.
Estuvo casada con Eugenio Petit Muñoz hasta 1974 momento de su muerte.
Si bien su obra se vio reflejada en un solo libro, sus escritos se pueden encontrar en las publicaciones Justicia, España Democrática, Alfar, Paralelo 35, Letras y La Pluma.
Una calle en Montevideo la recuerda y homenajea.

## Obras
- Oro y sombras